# Passage Saint-Roch
Pour les articles homonymes, voir Saint-Roch.
Le passage Saint-Roch est une voie du 1er arrondissement de Paris, en France.

## Situation et accès
Le passage Saint-Roch, d'une longueur de 90 mètres, qui est situé dans le 1er arrondissement, quartier du Palais-Royal, commence au 284, rue Saint-Honoré et finit au 15, rue des Pyramides.
Le quartier est desservi par les lignes 7 et 14 à la station Pyramides.

## Origine du nom

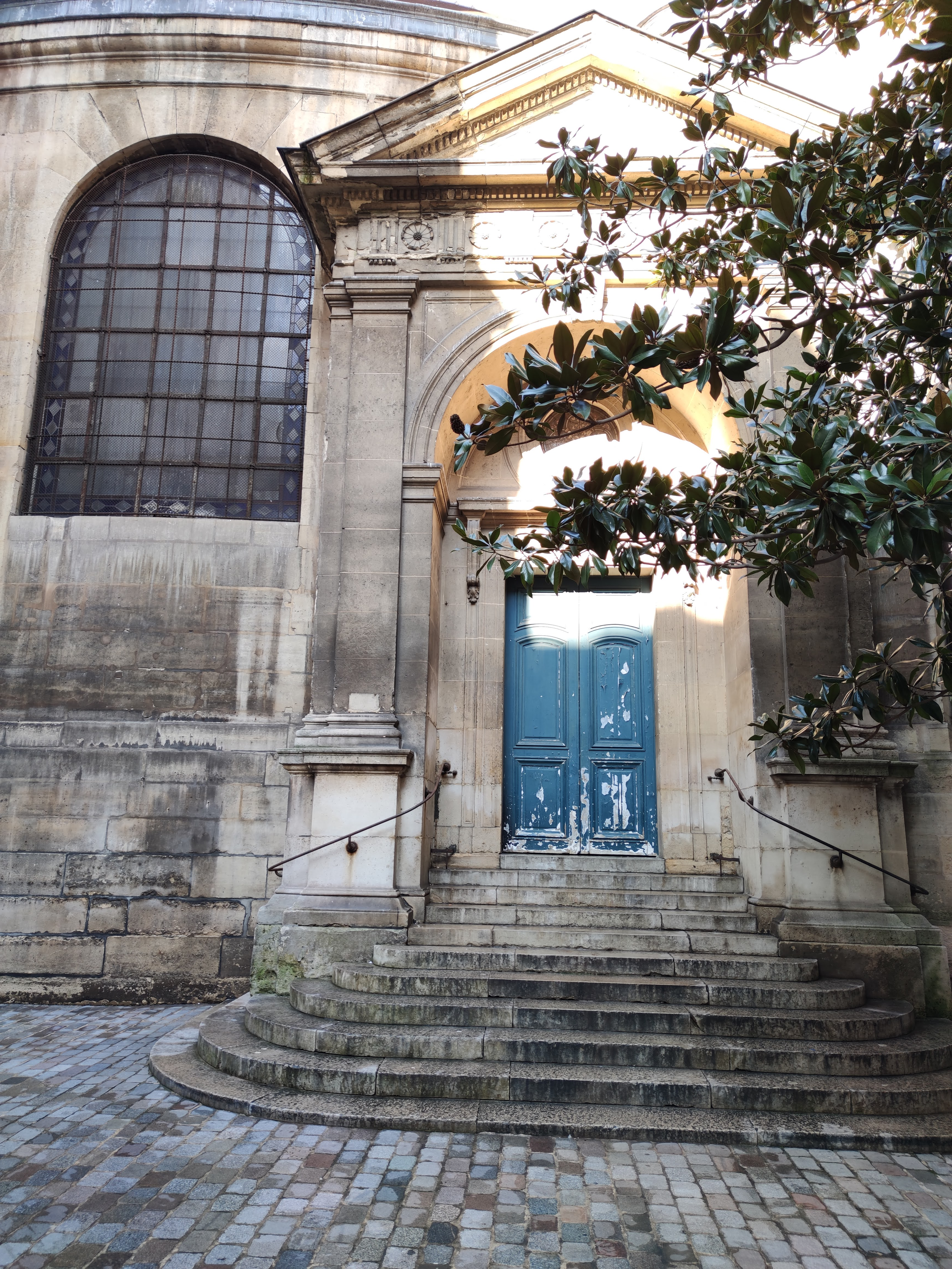
Entrée latérale de l'église Saint-Roch.

Il est ainsi nommé parce qu'il longe l'église Saint-Roch.

## Historique
Ce passage est construit à partir de 1741, après l'achèvement du portail de l'église Saint-Roch. Il va primitivement jusqu’à la rue d'Argenteuil.
En raison de la montée de la voie vers la butte Saint-Roch, on descendait 7 ou 8 marches pour entrer dans l’église Saint-Roch, alors qu’aujourd’hui il faut en gravir une douzaine.
En 1872, le passage est décrit de la façon suivante : « Il existe, dans l’un des plus riches quartiers de Paris, une ruelle étroite, toujours sale quand il fait beau, et transformée quelquefois en torrent, ou tout au moins en ruisseau boueux, dès que la pluie tombe. Cette ruelle, c’est le passage Saint-Roch, qui a le privilège peu enviable d’être privé d’égout, en sorte que les eaux ménagères de toutes les maisons y coulent à découvert et y répandent une odeur peu hygiénique. »
En 1875, fragilisée par le percement de la rue des Pyramides, la tour-clocher de l’église, dont Louis XIV avait, dit-on, posé la première pierre, est démolie. Cette tour s'élevait à l’emplacement du perron situé face à la rue des Pyramides.
En 1880, il est prévu de livrer le passage à la circulation. Les immeubles de la rue des Pyramides sont en cours d’achèvement et les murs de l’église sont l'objet d'un ravalement. Il reste à construire le perron donnant accès à la porte latérale de l’édifice.  

## Bâtiments remarquables et lieux de mémoire
- No 2 : en 1884, on trouve à cette adresse une école de filles[7].

## Pour approfondir